# 波霍里利齊 (利維夫州)
49°44′18″N 24°28′42″E / 49.73833°N 24.47833°E
波霍里利齊（羅馬化：Pohoriltsi）是烏克蘭西部的村莊，隸屬利維夫州的佐洛奇夫區。該村始建於1464年，面積0.96平方公里，海拔高度271米，2001年人口294，人口密度每平方公里304.98人。